# Боски (Пиза)
Боски (итал. Boschi) је насеље у Италији у округу Пиза, региону Тоскана.
Према процени из 2011. у насељу је живело 266 становника. Насеље се налази на надморској висини од 63 м.